# 奥博克地区
奧博克地区是非洲東部國家吉布提的一個地区，首府奧博克，北接厄立特里亞，東面和南面是紅海和亞丁灣，西鄰塔朱拉州，2009人口37,856，其中16,370名居民是遊牧民族。